# Staw Antoninek

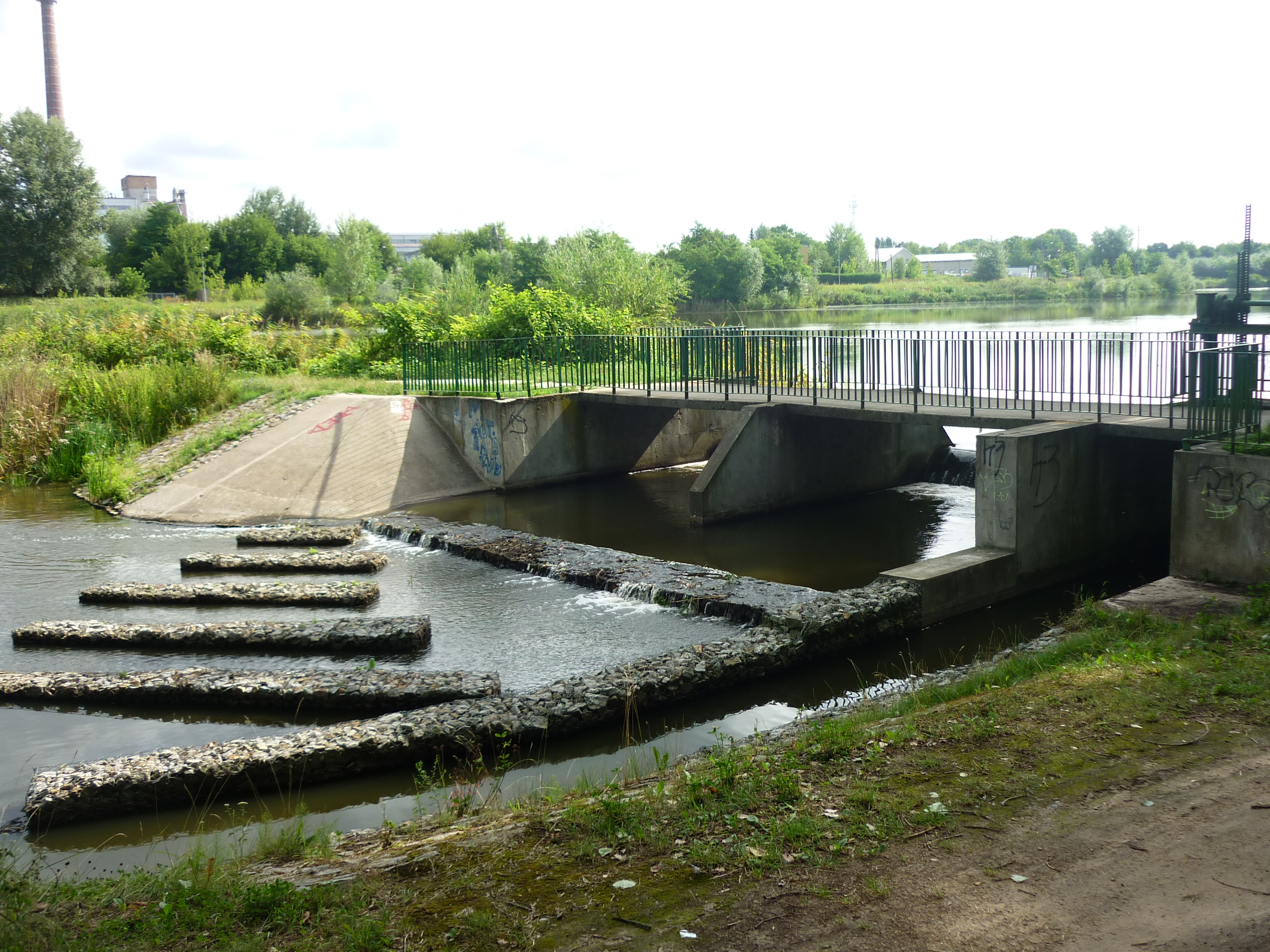
Budowla piętrząca między stawem Antoninek a Młyńskim Stawem

Staw Antoninek – pierwszy i najpłytszy z czterech wstępnych stawów zaporowych pomiędzy Jeziorem Swarzędzkim a Jeziorem Maltańskim. Powstał przez spiętrzenie wód rzeki Cybiny po jej wpłynięciu w granice Poznania w dolinie pomiędzy Antoninkiem a Kobylepolem. Zadaniem zbiornika jest spowolnienie przepływu Cybiny i jej samooczyszczenie dla utrzymania funkcji rekreacyjnej Jeziora Maltańskiego i zapewnienie mu odpowiedniej klasy czystości. Staw wchodzi w skład użytku ekologicznego "Olszak II".

## Historia powstania
W latach 80. XX w. opracowano koncepcję Wykorzystanie metod biologicznych dla oczyszczenia wód rzeki Cybiny przed wprowadzeniem ich do Zbiornika Maltańskiego. W ramach jej realizacji dokonano regulacji terenów bagiennych i rozlewisk doliny Cybiny, m.in. odbudowując stawy Młyński, Browarny i Olszak oraz budując staw Antoninek. Mimo że na okolicznych terenach zlikwidowano praktycznie wszystkie źródła nieoczyszczonych ścieków, na początku lat 90. XX w. inwestycja została przerwana, a stawy stopniowo ulegały dewastacji, zamuleniu i zdeformowaniu.
W 1998 roku powrócono do programu działań ochronnych i wykorzystania biologicznych metod oczyszczania wody dopływającej do Jeziora Maltańskiego. W tym celu dokonano rekultywacji stawu zakończonej w 2003 roku. Usunięto niemal całą roślinność i oczyszczono dno, co spowodowało wzrost czystości wypływającej wody kosztem eliminacji miejsc lęgowych ptaków.

## Podstawowe parametry techniczne
Spiętrzenie Cybiny następuje od budowli piętrzącej na 7,677 km (licząc od ujścia rzeki do kanału ulgi na Warcie) do kładki (8,270 km) przed wiaduktem pod linią kolejową nr 394 (8,294 km).
|                           | 1998 (przed rekultywacją) | 2004 (po rekultywacji) |
| ------------------------- | ------------------------- | ---------------------- |
| powierzchnia całkowita    | 7,50 ha                   | 7,70 ha                |
| powierzchnia lustra wody  | 7,20 ha                   | 7,40 ha                |
| maksymalna pojemność      | 30 000 m³                 | 38 500 m³              |
| poziom spiętrzonej wody   | 69,30 m n.p.m.            | 69,30 m n.p.m.         |
| głębokość średnia         | 0,5 m                     | 0,5 m                  |
| głębokość maksymalna      | 0,8 m                     | 0,7 m                  |
| głębokość minimalna       | 0,3 m                     | 0,3 m                  |
| nachylenie skarp          | 1:2                       | 1:2                    |
| średni okres wymiany wody |                           | 0,5 d                  |

## Ptactwo
Duże znaczenie dla postępującego zanieczyszczenia stawu Antoninek w latach 90. XX w. miały odchody mewy śmieszki (Larus ridibundus). Pierwsze osobniki zaczęły się tu pojawiać od 1995 roku, a już wiosną 1996 roku kolonia liczyła kilka tysięcy ptaków. Ponieważ zawartość bakterii coli w odchodach jednego osobnika porównywalna jest z odchodami człowieka, tak duża kolonia wpływała znacząco na jakość wody wypływającej ze stawu. Dodatkowo pogarszanie się tej jakości spowodowane było żerowaniem mew na niedalekim wysypisku śmieci i terenie oczyszczalni ścieków.
Duży wzrost liczebności kolonii był skutkiem zimowego koszenia trzciny. Źdźbła ucięte tuż nad powierzchnią lodu pokrywającego stawy stanowiły wiosną dogodne miejsce do zakładania gniazd, a jej resztki były dla mew doskonałym budulcem.

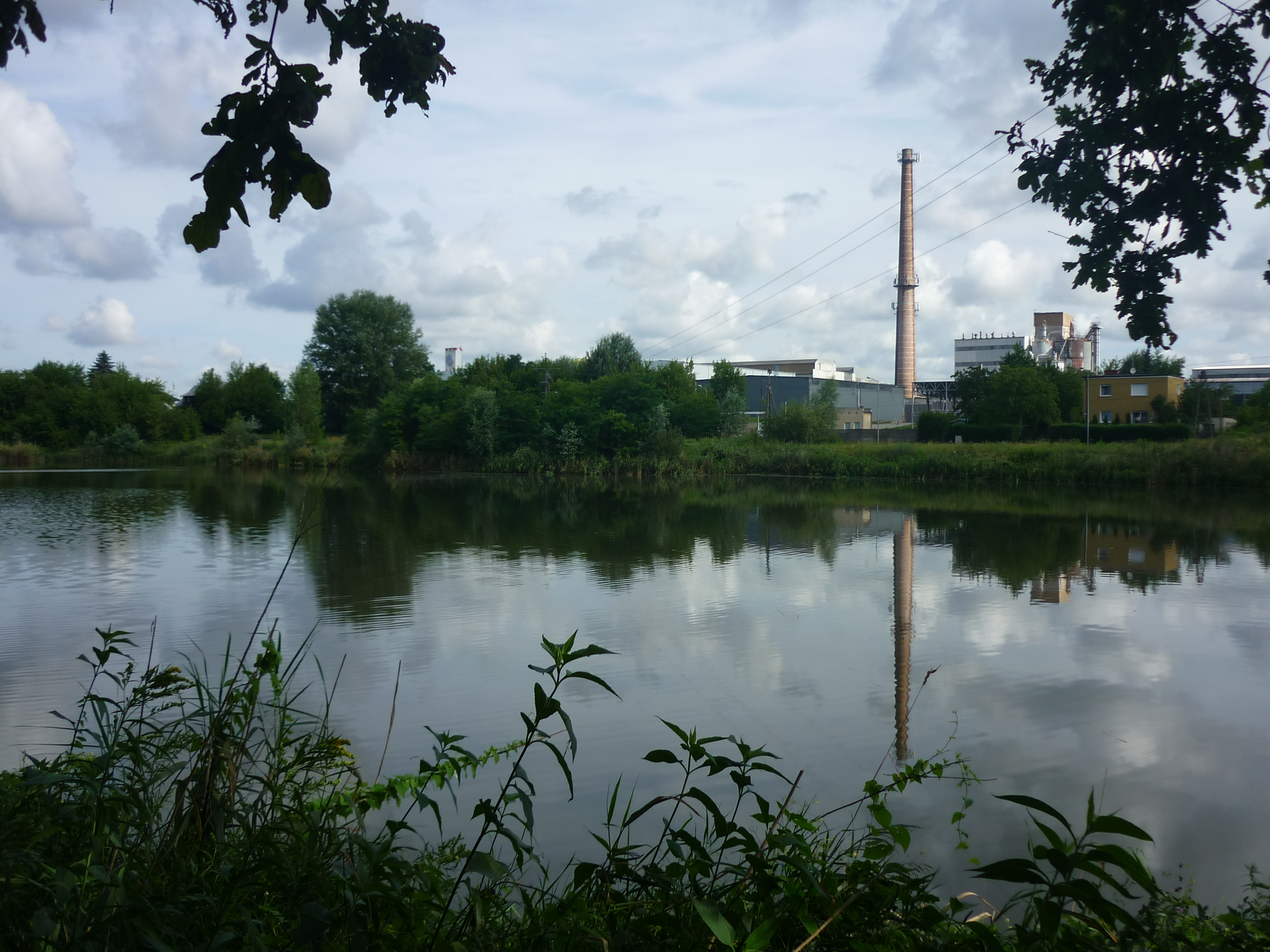
Widok z południowego brzegu stawu na osiedle Antoninek i Hutę Szkła

Inne gatunki ptaków gniazdujące na terenie stawu przed rekultywacją w 2003 roku:
- perkoz zausznik (Podiceps nigricollis),
- kokoszka zwyczajna (Gallinula chloropus),
- wodnik zwyczajny (Rallus aquaticus),
- bączek (Ixobrychus minutus),
- wąsatka (Panurus biarmicus),
- kaczka krzyżówka (Anas platyrhynchos),
- głowienka (Aythya ferina),
- czernica (Aythya fuligula),
- trzciniak zwyczajny (Acrocephalus arundinaceus),
- trzcinniczek zwyczajny (Acrocephalus scirpaceus),
- potrzos zwyczajny (Emberiza schoeniclus).

Opracowując koncepcję rekultywacji stawu, ustalono, iż w celu obniżenia i utrzymania niskiej populacji ptaków na obszarze stawu Antoninek zimowe koszenie trzciny powinno następować po nieznacznym obniżeniu lustra wody przed jej zamarznięciem i podwyższeniu na wiosnę w celu zakrycia pozostałości. Zarośla pozostawione przy brzegu nie zapewniają bezpieczeństwa, a ptaki w nich gniazdujące są łatwym łupem dla drapieżników. Po rekultywacji stawu zakończonej w 2003 roku, z braku miejsc lęgowych populacje wszystkich gatunków ptaków przeniosły się stopniowo na inne akweny. Zamiast nich na stawie pojawiała się rodzina łabędzi niemych gniazdująca na sąsiednim Młyńskim Stawie.

## Roślinność

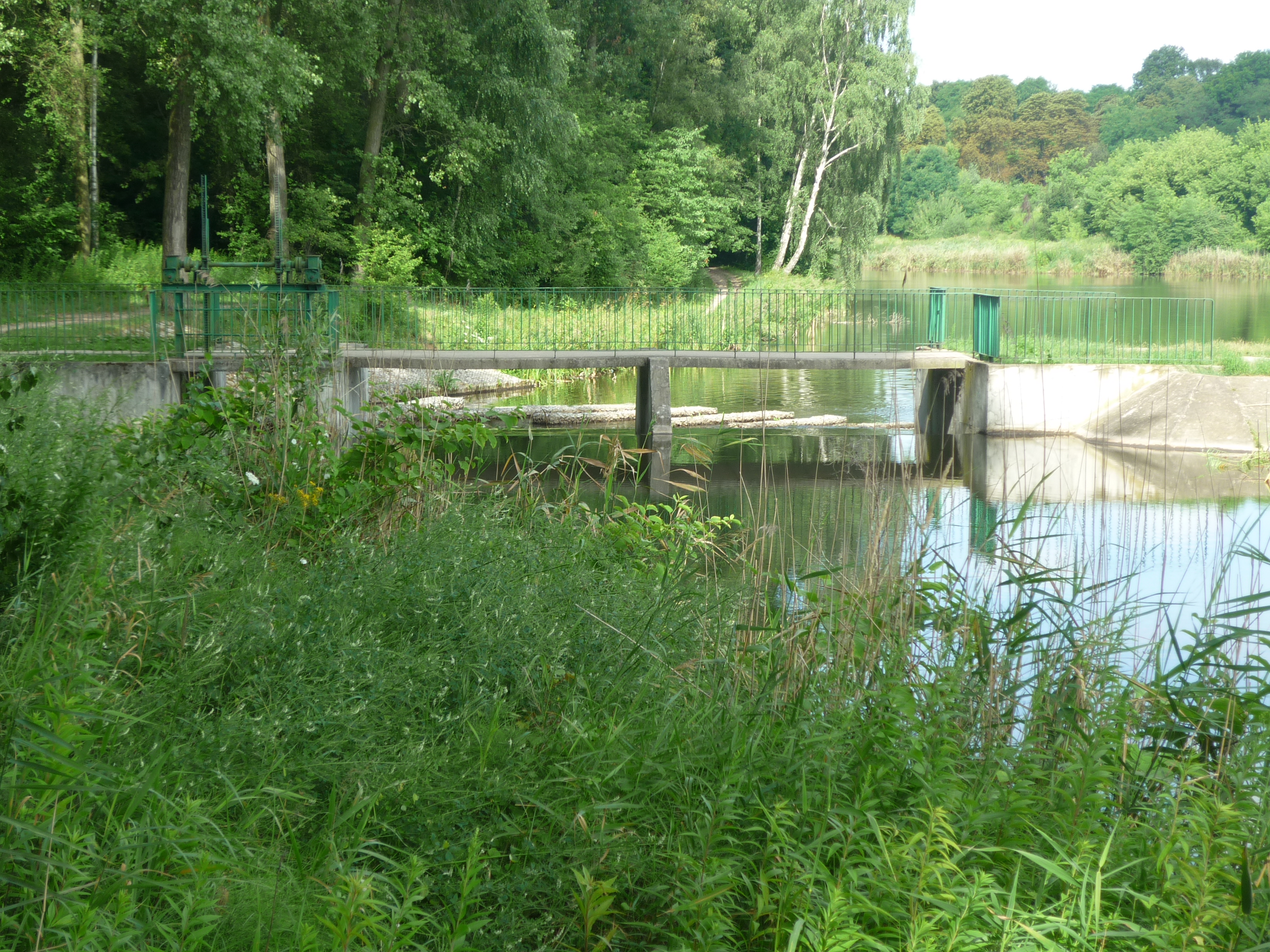
Roślinność na stawie, w tle Młyński Staw

Dno i skarpy zbiornika porośnięte są naturalną roślinnością wodną. Dominują w niej:
- trzcina pospolita (Phragmites australis),
- pałka szerokolistna (Typha latifolia),
- pałka wąskolistna (Typha angustifolia),
- rogatek sztywny (Ceratophyllum demersum),
- rogatek krótkoszyjkowy (Ceratophyllum submersum),
- mozga trzcinowata (Phalaris arundinacea).